# 泽斯卡蒂
泽斯卡蒂（希臘語：Δεσκάτη）是希腊西马其顿大区格雷韦纳专区的市镇。市镇面积为431.638平方公里，2021年人口数量为5,155人。
现今范围的市镇设立于2011年地方政府改革中，由原两个市镇（泽斯卡蒂和哈夏）合并而成，原市镇则成为此市镇的两个市区。泽斯卡蒂市区（即原泽斯卡蒂市镇）的面积为268.946平方公里，2021年人口数量为3,851人。